# Défense Matrix
La défense Matrix consiste à plaider l'idée que le monde réel n'existe pas et que la vérité est ailleurs.

## Principe
En utilisant cette rhétorique, le défendant justifie son crime en prônant le fait d'être dans la Matrice en référence au film des Wachowski, Matrix, associée à la défense Taxi Driver de John Hinckley, utilisant sensiblement le même argument.

## Affaires célèbres
- Tonda Lynn Ansley d'Hamilton, Ohio en juillet 2002[2]
- Vadim Mieseges de San Francisco
- Joshua Cooke en 2003
- Lee Malvo[3],[4]